# 이대경 (연출가)
이대경은 대한민국의 텔레비전 드라마 연출감독이다.

## 학력 및 경력
- KBS 프로듀서

## 드라마
- 2019년 KBS2 월화 미니시리즈 《퍼퓸》 ... 프로듀서
- 2021년 KBS2 12부작 월화 미니시리즈 《오월의 청춘》 ... 공동연출
- 2022년 KBS2 단막극 《KBS 드라마 스페셜 - 프리즘》 ... 연출
- 2022년 KBS2 단막극 《KBS 드라마 스페셜 - 아쉬탕가를 아시나요》 ... 연출
- 2023년 KBS2 단막극 《KBS 드라마 스페셜 - 그림자 고백》 ... 연출